# Der Einstein des Sex
Der Einstein des Sex – Leben und Werk des Dr. Magnus Hirschfeld ist ein Filmdrama von Rosa von Praunheim aus dem Jahr 1999. Basierend auf realen Begebenheiten schildert der Film die Geschichte des Arztes, Sexualforschers und Vordenkers der LGBT-Bewegung Magnus Hirschfeld.

## Handlung
Gemeinsam mit seinem Pflegebruder Richard studiert Magnus Hirschfeld Ende der 1880er Jahre Medizin. Die wissenschaftlichen Meinungen der beiden gehen jedoch während des Studiums auseinander. 
Während Richard die konventionellen Lehrmeinungen adaptieren möchte, wehrt sich Magnus gegen die verbreitete Verurteilung von Homosexualität als krankhaft und unnatürlich. Nachdem sich ein junger Offizier, den Magnus kannte, wegen einer strafbaren homosexuellen Liebesbeziehung erschießt, beschließt er, sich der Sexualforschung zu widmen.
Magnus gründet das Wissenschaftlich-humanitäre Komitee, um den Paragraphen 175 im Strafgesetzbuch, der sexuelle  Kontakte zwischen Männern kriminalisierte, abzuschaffen. 
Während seiner Arbeit mit Transvestiten lernt er Dorchen Richter kennen, die kürzlich auf Grund ihrer Transidentität ihren Beruf verloren hat, und stellt sie als Haushälterin ein.
Hirschfelds Arbeit wird unter anderem von Adolf Brand, dem Herausgeber der ersten deutschen Homosexuellen-Zeitschrift, der die von Hirschfeld akzeptierten „weibischen“ Verhaltensmuster ablehnt, scharf angefeindet. 
Während des Ersten Weltkrieges arbeitet Magnus als Lazarettarzt und gründet anschließend mit viel Kraftaufwand das Institut für Sexualwissenschaft in Berlin. 
Nach einem Vortrag in München wird er von „völkischen Rowdys“ zusammengeschlagen und schwer verletzt. Der Student Karl Giese kommt ihm zu Hilfe. Giese wird später Mitarbeiter und Geliebter Hirschfelds. 
Auf Einladung der Regierung der UdSSR reist Magnus nach Moskau und Leningrad; 1931 folgt eine Weltreise durch Nordamerika, Asien und den Orient. Dabei lernte er seinen neuen, wesentlich jüngeren Lebensgefährten Li Shiu Tong kennen. 
Währenddessen kommen in Deutschland die Nationalsozialisten an die Macht. Magnus flüchtet nach Frankreich ins Exil und sieht in einer Wochenschau in einem Pariser Kino, wie sein Lebenswerk, das Institut für Sexualwissenschaft, von den Nationalsozialisten zerstört wird.

## Notizen
Der TV- und Kinofilm hatte im Jahr 1999 seine Uraufführung beim Locarno Film Festival und wurde unter anderem im selben Jahr beim Internationalen Filmfestival von Thessaloniki sowie 2000 bei den Internationalen Filmfestspielen von Berlin und dem Internationalen Filmfestival von Rotterdam gezeigt. Im Fernsehen wurde der Film in den Folgejahren mehrfach von Arte und im HR ausgestrahlt.

## Rezeption
Der Spiegel schrieb: „Rascher Aufstieg und frühes Leid, politischer Furor und privates Desaster, erfreulich konventionell erzählt vor dem politischen Hintergrund der Weimarer Republik – ein filmisches Poesiealbum aufrechten Empfindens.“ Dietrich Kuhlbrodt meinte: „Praunheim konzentriert sich auf eine Abfolge gut geschriebener, zwischen Komik und Tragödie schwankender Szenen, die zwar im kleinen Rahmen Augenmerk auf die Qualitätsmaßstäbe historischer Filme (detaillierte Interieurs, schöne Farbgestaltung, fliessende Übergänge) legen, durch ihre Bescheidenheit aber ein umso intimeres und nahegehenderes Bild der handelnden Figuren formen.“ Die Kulturnews schrieben: „Mit seinem biographischen, überraschend konventionell und mit Stars wie Ben Becker, Wolfgang Völz und Otto Sander gedrehten Spielfilm Der Einstein des Sex erinnert der Berliner Filmemacher Rosa von Praunheim an den deutschen Sexualwissenschaftler Magnus Hirschfeld (1868-1935), dessen Werk durch die Nationalsozialisten fast völlig vernichtet wurde.“ In der Berliner Morgenpost hieß es weiter: „Und die Nazis hatten es wirklich geschafft, dass Hirschfeld lange fast vergessen war. Bis Rosa von Praunheim 1999 seinen Film Der Einstein des Sex über ihn drehte – und ihn so der Vergessenheit entriss.“

## Auszeichnungen
- 1999: Prädikat wertvoll[8]
- 1999: Nominierung für den Goldenen Leoparden[9]